# Nishihara-Darlehen
Die Nishihara-Darlehen (japanisch 西原借款, Nishihara Shakkan) wurden von der japanischen Regierung der chinesischen Regierung unter Duan Qirui gewährt. Diese Darlehen heißen so nach dem persönlichen Repräsentanten der japanischen Premierministers Terauchi Masatake, Nishihara Kamezō (西原 亀三; 1873–1954).
Nishihara handelte von Januar 1917 bis September 1918 acht Darlehen mit einem Gesamtwert von 1,45 Milliarden Yen für China aus. Vordergründig wurden diese Darlehen von privaten japanischen Bank für die ökonomische Entwicklung gewährt, Kriegsanleihen ausgenommen. In Wirklichkeit kamen diese Darlehen direkt von der japanischen Regierung für den korrupten Duan und für seinen Bürgerkrieg gegen seine Rivalen. Auch wollte Nishihara, Mitglied der „Antirussischen Vereinigung“ (対露同志会, Tairo dōshikai), China gegen Russland stärken. Im Gegenzug erhielt Japan eine Bestätigung seiner Ansprüche in der Provinz Shandong, wo sie sich das ursprünglich deutsche Gebiet um Kiautschou durch ihren Sieg zu Beginn des Ersten Weltkriegs gesichert hatten. Darüber hinaus bekam Japan weitere Privilegien, was die Mandschurei anbetraf.
Die Peking-Regierung wurde von der chinesischen Öffentlichkeit wegen dieser unterwürfigen Abkommen heftig kritisiert. Als die umstrittene Shandong-Eisenbahn-Übereinkunft, eine der Nishihara-Vereinbarungen, bekannt wurde, führte das zur „4. Mai-Bewegung“ in China.